# Константин Щербан
Константин Щербан (рум. Constantin Şerban Basarab, помер †1682) — господар Волощини (1654-1658), незаконнонароджений син волоського господаря Раду X Щербана. Дружина — Белаша.

## Правління
Став правителем Валахії 9 квітня 1654 після смерті Матея Басараба. 11 червня 1654 Порта затвердила обрання Константина Щербана на волоський престол. Спочатку він користувався розташуванням найманого війська. Але в лютому 1655 на вимогу боярства спробував скоротити число найманців, вони підняли заколот. На сторону солдатів перейшли селяни і городяни, які виступили проти боярства. Бунтівники обрали своїм ватажком господарського скарбника Хрізю.
Волоський господар Константин Щербан звернувся за допомогою до князя Трансильванії Дьєрдя Ракоці II і господаря Молдови. Союзники з великим військом вступили в Валахію. 26 червня 1655 в битві під селом Шопня, на річці Теляжене, 20-тисячне повстанське військо було розгромлене трансильвансько-молдавською армією. Хрізя був схоплений і ув'язнений. Однак повстання тривало аж до 1657, коли Хрізя втік з в'язниці в Трансильванію, де був схоплений і вбитий.
11 липня 1655 волоський господар Щербан уклав союзний договір з трансильванським князем Дьєрдем Ракоці II, визнаючи сюзеренітет Трансильванії. У січні 1658 Порта усунула господаря Константина Щербана від волоського престолу, який зайняв Міхня III (1658-1659), оголосивши себе сином волоського господаря Раду Міхні.
Щербан втік з Валахії в Трансильванію, де знайшов притулок при дворі свого союзника, князя Дьєрдя Ракоці II. У листопаді 1659 спробував захопити господарський престол Молдови, який займав з 2 по 21 листопада, але потім зазнав поразки від татар і був вигнаний. У квітні —травні 1660 безуспішно намагався зайняти волоський господарський престол. В кінці січня 1661 вдруге намагався зійти на молдавський престол, який займав з січня по лютий, але потім був розбитий татарами і втік до Польщі. Помер у 1682 у вигнанні в Польщі.